# Wally Deane
Wally Deane (* 15. Mai 1936 als Wallace Van Riper Deane; † 5. April 1986) war ein US-amerikanischer Rockabilly-Musiker.

## Leben

### Kindheit und Jugend
Wally Deane wurde 1936 als Kind von John Wallace und  Grace Talmadge Deane geboren. Laut Deanes Sohn wurde er in Washington, D.C. geboren, Rob Finnis gab 1997 aber Bivins, Texas, als Geburtsort an. Aufgrund des schlechten gesundheitlichen Zustandes des Vaters zog die Familie Deane 1947 nach Miami, Florida. Dort begann Deane, mit seiner Mutter, die Klavier spielte, zu musizieren und erlernte Gitarre. Mit 15 Jahren schlich er sich durch die Hintertür in Bluesclubs, um den schwarzen Musikern zuzusehen. Dies beeinflusste Deane nachhaltig. Er verließ kurz danach die Schule, um sich als Musiker zu versuchen.

### Karriere
Anfang der 1950er-Jahre gründete Deane seine eigene Band, die Flips, und begann, in Miami zu spielen. Anders als große Musikmetropolen wie Nashville oder New Orleans fehlte es Miami an einer musikalischen Identität. Aufgrund der fehlenden Aufnahmestudios zog es auch nicht die großen Stars an, so dass die kleine Musikszene aus lokalen und regionalen Künstlern bestand. Deane baute sich in dieser Umgebung daher schnell eine relativ hohe Popularität auf und wurde 1953 von George Jordan engagiert, um im Shoremede Hotel regelmäßig aufzutreten. Bald wurden Deane und seine Flips zu Favoriten des Publikums.
Kurz danach machte sein Onkel und Rodeoreiter Tex Deane ihn mit Lillian McMurry bekannt, die das Label Trumpet Records in Jackson, Mississippi, besaß. 1956 nahmen Deane und sein Onkel bei einer Session drei Singles auf; zwei davon waren Country-Singles seines Onkels und eine wurde von Deane im Rockabilly-Stil eingespielt. Im Mai 1956 erschien Cool Cool Day als Deanes Debütsingle auf McMurry neuem Label Globe Records. Die B-Seite war ein Duett mit Ginger Rody.
Nachdem Globe schließen musste, zog Deane nach Wheeling, West Virginia, wo er sich dem Ensemble des WWVA Jamborees anschloss. Dort stand er für das lokale Label Arctic Records unter Vertrag. Obwohl seine erste Single Drag On / Rockin‘ with Rosie bei Arctic erschien, wurden die Masteraufnahme von Rockin‘ with Rosie zusammen mit einem anderen Band (I’m Tellin’ Ya Baby) von Harold Doane, einem Labelbesitzer aus Miami, erworben. Zudem führte das Plattenetikett eine Adresse in Miami an und die Matrixnummern sprachen ebenfalls für ein Presswerk in Miami. Seine nächsten beiden Singles wurden 1960 unter dem Label-Namen „Artic“ veröffentlicht.
Nach ein paar Demo-Sessions verließ Deane West Virginia und ließ sich in Pennsylvania nieder. Er hatte bereits geheiratet und vier Söhne. Der Misserfolg und Stress im Musikgeschäft machten Deane aber zu schaffen und er wurde Alkoholabhängig. Seine Frau verließ ihn und Deane zog mit seinen vier Söhnen zurück zu seiner Mutter nach Florida. Seine Söhne schlugen später auch Karrieren als Musiker ein. Wally Deane starb 1986 im Alter von 49 Jahren.

## Diskographie
| 1956                    | Cool Cool Daddy / It Ain’t Fair, Baby (B-Seite mit Ginger Rody) | Globe 45-238                              |
| 1959                    | Drag On / Rockin‘ with Rosie                                    | Arctic 102                                |
| 1960                    | Drinkin‘ Wine, Spo-Dee-O-Dee / In The Jailhouse Now             | Artic ZTSC-65221/2                        |
| 1960                    | Saddle Up a Satellite / It Should’ve Been Me                    | Artic 45-103                              |
| Unveröffentlichte Titel |                                                                 |                                           |
| 1956                    | - I’m Losing You - Wabash Cannonball                            | Globe Records                             |
|                         | - Rockin’ with Rosie - Stompin’                                 | Demo-Band                                 |
|                         | - I’m Tellin’ Ya Baby - So Blue                                 | [Status unbekannt (wahrscheinlich Artic)] |